# Lista de episódios de Early Edition
Lista de episódios da série Early Edition.
Entre parênteses, a data de exibição de cada episódio nos Estados Unidos, pela rede CBS de televisão.

## Primeira Temporada- PT-BR
- Pilot (28/09/1996)[1][2]
- The Choice (05/10/1996)
- Baby (12/10/1996)
- The Paper (19/10/1996)
- Thief Swipes Mayor's Dog (26/10/1996)
- Hoops (02/11/1996)
- After Midnight (09/11/1996)
- Gun (16/11/1996)
- His Girl Thursday (23/11/1996)
- The Wrong Man (07/12/1996)
- Christmas (21/12/1996)
- Frostbite (11/01/1997)
- Mob Wife (25/01/1997)
- The Wall - Part 1 (01/02/1997)
- The Wall - Part 2 (08/02/1997)
- Bat Masterson (22/02/1997)
- The Jury (08/03/1997)
- Psychic (12/04/1997)
- The Cat (13/04/1997)
- Phantom Of The Opera (19/04/1997)
- Faith (26/04/1997)
- Dad (03/05/1997)
- Love Is Blind (17/05/1997)

## Segunda Temporada PT - BR
- Home (27/09/1997)
- The Medal (04/10/1997)
- The Wedding (11/10/1997)
- Jenny Sloan (18/10/1997)
- Downsized (25/10/1997)
- Angels And Devils (01/11/1997)
- Redfellas (08/11/1997)
- March In Time (15/11/1997)
- A Regular Joe (22/11/1997)
- A Bris Is Just A Bris (20/12/1997)
- A Minor Miracle (10/01/1998)
- Romancing The Throne (17/01/1998)
- Walk, Don't Run (24/01/1998)
- The Return Of Crumb (31/01/1998)
- Mum's The Word (04/04/1998)
- Where Or When (11/04/1998)
- The Fourth Carpathian (18/04/1998)
- The Quality Of Mercy (25/04/1998)
- Show Me The Monet (02/05/1998)
- Don't Walk Away, Renee (09/05/1998)
- Hot Time In The Old Town (16/05/1998)
- Second Sight (23/05/1998)

## Terceira Temporada
- Blackout (26/09/1998)
- Collision (03/10/1998)
- A Horse Is A Horse (10/10/1998)
- Lt. Hobson, USN (17/10/1998)
- Saint Nick (24/10/1998)
- Halloween (31/10/1998)
- Up Chuck (07/11/1998)
- Deadline (14/11/1998)
- In Gary We Trust (21/11/1998)
- Nest Egg (05/12/1998)
- Teen Angels (19/12/1998)
- Slippity-Doo-Dah (09/01/1999)
- The Last Untouchable (16/01/1999)
- Just One Of Those Things (06/02/1999)
- Funny Valentine (13/02/1999)
- Number One With A Bullet (20/02/1999)
- Two To Tangle (27/02/1999)
- Fate (20/03/1999)
- Crumb Again (03/04/1999)
- Pinch Hitters (17/04/1999)
- Home Groan (01/05/1999)
- Play It Again Sammo (08/05/1999)
- Blowing Up Is Hard To Do (15/05/1999)

## Quarta Temporada
- The Out-Of-Towner (25/09/1999)
- Duck Day Afternoon (02/10/1999)
- Take Me Out To The Ball Game (09/10/1999)
- The Iceman Taketh (16/10/1999)
- Camera Shy (23/10/1999)
- Wild Card (30/10/1999)
- Fatal Edition - Part 1 (06/11/1999)
- Fatal Edition - Part 2 (13/11/1999)
- Weathergirl (20/11/1999)
- Run, Gary, Run (18/12/1999)
- Rose (19/02/2000)
- Snow Angels (26/02/2000)
- Gifted (04/03/2000)
- Performance Anxiety (11/03/2000)
- False Witness (25/03/2000)
- The Play's The Thing (08/04/2000)
- Blind Faith (22/04/2000)
- Occasionally Amber (29/04/2000)
- Mel Schwartz, Bounty Hunter (06/05/2000)
- Time (13/05/2000)
- Everybody Goes To Rick's (20/05/2000)
- Luck O' The Irish (27/05/2000)

1. ↑  «Episode Guide #4 – Everything under the sun – Ep number, title, description, writer, director, air date». EarlyDues. Consultado em 5 de março de 2008
2. ↑  «Episode list for "Early Edition"». IMDB.com. Consultado em 5 de março de 2008